# پفی‌مرغ گردن‌حنایی
پفی‌مرغ گردن‌حنایی (نام علمی: Malacoptila rufa)، گونه‌ای از پرندگان نزدیک گنجشک‌سان از خانواده پفی‌مرغان (Bucconidae) (شامل پفی‌مرغ‌ها، راهبک‌ها و مرغ‌های راهبه) است که در بولیوی، برزیل و پرو یافت می‌شود.